# Kastos
Kastos (griechisch Καστός (m. sg.)) ist eine griechische Insel im Ionischen Meer, die zur Inselgruppe der Tilevoides innerhalb der Ionischen Inseln gehört. Bis 2010 war sie eine selbständige Landgemeinde (griechisch κοινότητα kinotita) in der Präfektur Lefkada, mit der Verwaltungsreform 2010 wurde sie in die Gemeinde Lefkada eingemeindet, in der sie seither einen Gemeindebezirk bildet.
Von der Nachbarinsel Kalamos ist Kastos nur durch einen etwa einen Kilometer breiten Sund getrennt; die Entfernung zum Festland beträgt acht Kilometer. Die hügelige und nur mäßig bewachsene Insel ist knapp acht Kilometer lang, bis zu einem Kilometer breit und hat eine Fläche von 5,915 km². Der höchste Punkt erreicht eine Höhe von 155 Metern. Die offizielle Einwohnerzahl beträgt 80.
Auf Kastos leben ständig knapp 50 Einwohner, die fast alle im gleichnamigen Hafenort Kastos an der Ostküste leben. An der Westküste befindet sich ein deutlich kleinerer Weiler. Die Landwirtschaft ist zu vernachlässigen. Auch der Fischfang verliert immer mehr an Bedeutung. Auch wenn der Tourismus noch unterentwickelt ist, spielt er eine immer bedeutendere Rolle.
Einen Pauschaltourismus gibt es noch nicht; die nur recht schwer zu erreichende Insel wird aber bei Seglern als Hafen immer beliebter. Es stehen Unterkünfte und Tavernen am Hafen zur Verfügung. Auch Badebuchten sind vorhanden.